# Décathlon aux championnats du monde d'athlétisme 1997
Navigation
Göteborg 1995 Séville 1999
Le concours du décathlon des championnats du monde d'athlétisme 1997 s'est déroulé les 5 et 6 août 1997 au Stade olympique d'Athènes, en Grèce. Il est remporté par le Tchèque Tomáš Dvořák qui devient le troisième meilleur performeur de tous les temps derrière Dan O'Brien et Daley Thompson.
Le Tchèque, troisième des Jeux d'Atlanta, bat trois records personnels lors de la première journée (au 100 m, au poids et au 400 m) pour obtenir 4 548 pts après cinq épreuves, suivi de près par l'Américain Chris Huffins avec 4 527 pts puis Frank Busemann avec 4 446 pts. 
Le deuxième jour, Dvořák établit un record personnel de 13 s 61 au 110 m haies, mais Huffins prend l'avantage au disque. Eduard Hämäläinen, vice-champion en titre pour la Biélorussie et désormais devenu Finlandais, réussit 50,50 m au disque et 5,20 m à la perche, ce qui le fait passer de la quatrième à la première place, avec 64 pts d'avance sur Dvořák. C'est le lancer du javelot qui fait la décision, qui voit le Tchèque reprendre la tête sur le Finlandais avec une avance de 96 pts, avec un nouveau record personnel à la clé, tandis que Huffins essuie trois échecs et renonce à disputer la dernière épreuve. Dvořák peut encore espérer battre le record du monde s'il réalise 4 min 27 s 13 au 1 500 m sachant que son record est de 4 min 29 s 69. Finalement son temps de 4 min 35 s 40 ne suffit pas contre le record de Dan O'Brien, le triple champion du monde en titre qui avait décliné sa participation, ni contre le record d'Europe de Daley Thompson qui résiste pour 10 pts. Le podium est complété par Hämäläinen, pour la troisième fois deuxième, et par l'Allemand Busemann, le vice-champion olympique de 1996.

## Médaillés
| Or           | Argent            | Bronze         |
| Tomáš Dvořák | Eduard Hämäläinen | Frank Busemann |

## Résultats
| Rang               | Athlète               | Pays             | Total        | 100 m   | Long.  | Poids   | Haut.  | 400 m   | 110 m h. | Disque  | Perche | Jav.    | 1 500 m       |
| ------------------ | --------------------- | ---------------- | ------------ | ------- | ------ | ------- | ------ | ------- | -------- | ------- | ------ | ------- | ------------- |
| Médaille d'or      | Tomáš Dvořák          | Tchéquie         | 8 837 pts CR | 10 s 60 | 7,64 m | 16,32 m | 2,00 m | 47 s 56 | 13 s 61  | 45,16 m | 5,00 m | 70,34 m | 4 min 35 s 40 |
| Médaille d'argent  | Eduard Hämäläinen     | Finlande         | 8 730 pts NR | 10 s 81 | 7,56 m | 15,71 m | 1,97 m | 46 s 71 | 13 s 74  | 50,50 m | 5,20 m | 59,82 m | 4 min 37 s 10 |
| Médaille de bronze | Frank Busemann        | Allemagne        | 8 652 pts SB | 10 s 76 | 7,96 m | 13,53 m | 2,09 m | 48 s 32 | 13 s 55  | 45,56 m | 5,00 m | 63,92 m | 4 min 29 s 27 |
| 4                  | Steve Fritz           | États-Unis       | 8 463 pts    | 10 s 96 | 7,30 m | 14,41 m | 2,00 m | 48 s 70 | 14 s 08  | 48,88 m | 5,00 m | 65,24 m | 4 min 31 s 14 |
| 5                  | Ramil Ganiyev         | Ouzbékistan      | 8 445 pts AR | 10 s 94 | 7,58 m | 14,76 m | 2,06 m | 48 s 34 | 14 s 34  | 46,04 m | 5,30 m | 55,14 m | 4 min 36 s 78 |
| 6                  | Erki Nool             | Estonie          | 8 413 pts    | 10 s 67 | 7,37 m | 14,33 m | 1,91 m | 46 s 99 | 14 s 66  | 43,20 m | 5,40 m | 65,84 m | 4 min 42 s 98 |
| 7                  | Stefan Schmid         | Allemagne        | 8 360 pts SB | 10 s 93 | 7,58 m | 14,58 m | 1,97 m | 48 s 14 | 14 s 49  | 44,38 m | 5,00 m | 67,46 m | 4 min 43 s 20 |
| 8                  | Mike Smith            | Canada           | 8 307 pts    | 11 s 04 | 7,25 m | 17,54 m | 2,03 m | 49 s 67 | 14 s 68  | 47,80 m | 4,80 m | 65,58 m | 4 min 54 s 99 |
| 9                  | Roman Šebrle          | Tchéquie         | 8 232 pts    | 10 s 91 | 7,71 m | 14,33 m | 2,09 m | 48 s 16 | 14 s 32  | 43,32 m | 4,20 m | 64,76 m | 4 min 40 s 31 |
| 10                 | Klaus Isekenmeier     | Allemagne        | 8 180 pts    | 11 s 05 | 7,56 m | 14,28 m | 1,91 m | 48 s 56 | 14 s 40  | 47,88 m | 4,60 m | 65,84 m | 4 min 42 s 54 |
| 11                 | Indrek Kaseorg        | Estonie          | 8 140 pts SB | 11 s 39 | 7,16 m | 13,87 m | 2,03 m | 48 s 66 | 14 s 49  | 41,64 m | 4,90 m | 63,34 m | 4 min 20 s 82 |
| 12                 | Philipp Huber         | Suisse           | 8 107 pts SB | 11 s 08 | 7,18 m | 14,29 m | 1,85 m | 48 s 00 | 14 s 65  | 44,88 m | 5,00 m | 58,22 m | 4 min 20 s 90 |
| 13                 | Cédric Lopez          | France           | 8 047 pts PB | 11 s 21 | 7,13 m | 13,48 m | 2,09 m | 48 s 88 | 14 s 75  | 40,96 m | 4,60 m | 64,88 m | 4 min 25 s 96 |
| 14                 | Marcel Dost           | Pays-Bas         | 8 040 pts SB | 10 s 97 | 7,45 m | 13,61 m | 1,91 m | 47 s 99 | 14 s 49  | 42,42 m | 5,20 m | 51,80 m | 4 min 36 s 68 |
| 15                 | Javier Benet          | Espagne          | 7 929 pts    | 11 s 04 | 7,19 m | 13,66 m | 2,03 m | 48 s 49 | 14 s 56  | 43,30 m | 4,50 m | 55,92 m | 4 min 33 s 65 |
| 16                 | Prodromos Korkizoglou | Grèce            | 7 867 pts    | 10 s 77 | 7,29 m | 13,28 m | 2,00 m | 49 s 59 | 14 s 47  | 44,46 m | 4,80 m | 54,94 m | 4 min 58 s 44 |
| 17                 | Victor Houston        | Barbade          | 7 777 pts    | 10 s 72 | 7,57 m | 12,82 m | 2,03 m | 47 s 91 | 13 s 92  | 33,56 m | 3,50 m | 62,10 m | 4 min 32 s 30 |
| 18                 | Mario Anibal          | Portugal         | 7 768 pts    | 11 s 09 | 7,03 m | 14,57 m | 2,03 m | 49 s 73 | 15 s 28  | 44,28 m | 4,60 m | 53,70 m | 4 min 39 s 65 |
| 19                 | Pierre-Alexandre Vial | France           | 7 708 pts    | 11 s 02 | 7,11 m | 13,35 m | 1,88 m | 48 s 87 | 14 s 83  | 43,26 m | 4,80 m | 53,70 m | 4 min 42 s 29 |
| 20                 | Oleg Veretelnikov     | Ouzbékistan      | 7 698 pts    | 11 s 10 | 7,32 m | 13,93 m | 1,85 m | 48 s 85 | 15 s 39  | 39,70 m | 4,40 m | 60,28 m | 4 min 25 s 68 |
| —                  | Chris Huffins         | États-Unis       | DNF          | 10 s 39 | 7,85 m | 15,28 m | 2,06 m | 49 s 05 | 14 s 04  | 49,22 m | 4,60 m | NM      | DNS           |
| —                  | Jagan Hames           | Australie        | DNF          | 11 s 11 | 7,27 m | 14,08 m | 2,24 m | 49 s 92 | 14 s 36  | 46,68 m | DNS    |         |               |
| —                  | Lev Lobodin           | Russie           | DNF          | 11 s 07 | 7,07 m | 15,00 m | 1,94 m | 49 s 02 | 14 s 38  | 44,78 m | DNS    |         |               |
| —                  | Beniamino Poserina    | Italie           | DNF          | 11 s 10 | 6,93 m | 14,04 m | 1,91 m | 49 s 99 | 14 s 56  | 48,42 m | DNS    |         |               |
| —                  | Robert Změlík         | Tchéquie         | DNF          | 10 s 84 | 7,28 m | 14,38 m | 1,97 m | 49 s 39 | DNF      | DNS     |        |         |               |
| —                  | Sebastian Chmara      | Pologne          | DNF          | 11 s 17 | 7,56 m | 15,21 m | 2,12 m | 48 s 24 | DNS      |         |        |         |               |
| —                  | Sébastien Levicq      | France           | DNF          | 11 s 25 | 7,01 m | 13,58 m | 1,94 m | 53 s 43 | DNS      |         |        |         |               |
| —                  | Jón Arnar Magnússon   | Islande          | DNF          | 10 s 61 | 7,42 m | 15,05 m | 2,00 m | DNS     |          |         |        |         |               |
| —                  | Jaime Peñas           | Espagne          | DNF          | 11 s 08 | 7,16 m | 15,33 m | 1,94 m | DNS     |          |         |        |         |               |
| —                  | Shawn Wilbourn        | États-Unis       | DNF          | 10 s 88 | 6,94 m | 14,85 m | 1,91 m | DNS     |          |         |        |         |               |
| —                  | Rojs Piziks           | Lettonie         | DNF          | 11 s 77 | 6,79 m | 14,05 m | 2,00 m | DNS     |          |         |        |         |               |
| —                  | Alper Kasapoğlu       | Turquie          | DNF          | 11 s 28 | 6,91 m | 13,99 m | 1,85 m | DNS     |          |         |        |         |               |
| —                  | Doug Pirini           | Nouvelle-Zélande | DNF          | 10 s 93 | 7,17 m | 14,38 m | NH     | DNS     |          |         |        |         |               |
| —                  | Jack Rosendaal        | Pays-Bas         | DNF          | 11 s 27 | 6,94 m | 12,73 m | DNS    |         |          |         |        |         |               |

## Légende
Records et Performances
- AR : Record continental (area record)
- CR : Record des championnats (championship record)
- MR : Record du meeting (meet record)
- NR : Record national (national record)
- OR : Record olympique (olympic record)
- PR : Record paralympique (paralympic record)
- PB : Record personnel (personal best)
- SB : Meilleure performance personnelle de la saison (season's best)
- WL : Meilleure performance mondiale de l'année (world leader)
- WJR : Record du monde junior (world junior record)
- WR : Record du monde (world record)

Circonstances et Conditions
- DNF : N'a pas terminé (did not finish)
- DNS : N'a pas pris le départ (did not start)
- DQ : Disqualification (disqualification)
- NM : Aucun essai valable enregistré (No Mark)
- Q : Qualifié « directement » au prochain tour (ou à la prochaine compétition), lors d'une compétition majeure, grâce au classement ou à la réalisation des minima (automatic qualifier)
- q : Qualifié au prochain tour (ou à la prochaine compétition), lors d'une compétition majeure, grâce au repêchage ou à la réalisation de l'une des meilleures performances parmi celles des « non qualifiés directement » (grâce au meilleur temps ou à la meilleure distance par exemple) (secondary qualifier)